# Karl Hildemann
Karl Hildemann (ur. 7 września 1901, zm. 10 czerwca 1948 w Białej Podlaskiej) – SS-Obersturmführer, członek SD i NSDAP, niemiecki zbrodniarz wojenny.
W czasie II wojny światowej kierownik ekspozytury policji i służby bezpieczeństwa w Białej Podlaskiej (od 14 listopada 1939 r. do 10 września 1941). Bezpośrednio odpowiedzialny za liczne zbrodnie i akty terroru skierowane przeciw ludności polskiej, m.in. masowe i indywidualne egzekucje, rewizje, aresztowania oraz tortury. Na polecenie Hildemanna urządzono w siedzibie komisariatu policji granicznej przy ul. Dreszera (obecnie ul. Łomaska) salę tortur, zwaną przez podwładnych Hildemanna „gabinetem operacyjnym”, gdzie biciem i znęcaniem się wymuszano na aresztowanych zeznania. Hildemann często osobiście brał udział w torturowaniu więźniów i ich rozstrzeliwaniu w lesie Grabarka.
W 1948 r. odbył się w Białej Podlaskiej proces karny przeciwko Hildemannowi. Wyrokiem Wydziału Zamiejscowego Siedleckiego Sądu Okręgowego z 8 kwietnia 1948 r. skazany on został na karę śmierci. Wyrok wykonano 10 czerwca 1948 r. w Białej Podlaskiej.